# Yasmin Knoch
Pour les articles homonymes, voir Knoch.
Yasmin Knoch (née à Sainte-Lucie le 27 septembre 1986), connu sous le nom d'artiste Yasmin K. ou Y-Ass, est une chanteuse allemande. Elle a été connue par sa participation à la deuxième édition du spectacle casting Popstars, à l'automne 2001, par la chaîne de télévision allemande RTL II et à son succès Du hast den schönsten Arsch der Welt.

## Biographie
Yasmin Knoch est la fille du célèbre chanteur Oliver, fondateur et propriétaire de la pop kombo Goombay Dance Band. Elle a grandi à Hambourg. Après le baccalauréat, elle commence à prendre des cours de chant, de piano et de guitare. Après avoir expérimenté la scène avec le groupe de son père, elle joue un rôle principal dans la comédie musicale Buddy à Hambourg.
Après une pause de quatre ans, elle sort sous le nom de Y-Ass avec Alex Christensen le single Du hast den schönsten Arsch der Welt, le plus grand succès de sa carrière. La chanson a atteint au mois de novembre 2007 la première place des singles en Allemagne et en Autriche. Ce single au titre choc ("Tu as le plus beau cul du monde") est un titre house, techno.
Elle poursuit par la suite sa carrière avec une série de singles toujours dans un esprit house accompagnée de Alex C..